# Paulina Òdena García
Paulina Òdena García, plus connue sous le hypocoristique Lina Òdena, née à Barcelone le 22 janvier 1911 et morte le 14 septembre 1936 à Grenade, est une dirigeante communiste et milicienne de la guerre d'Espagne qui s'est suicidée avec son arme pour ne pas tomber aux mains des fascistes.

## Biographie

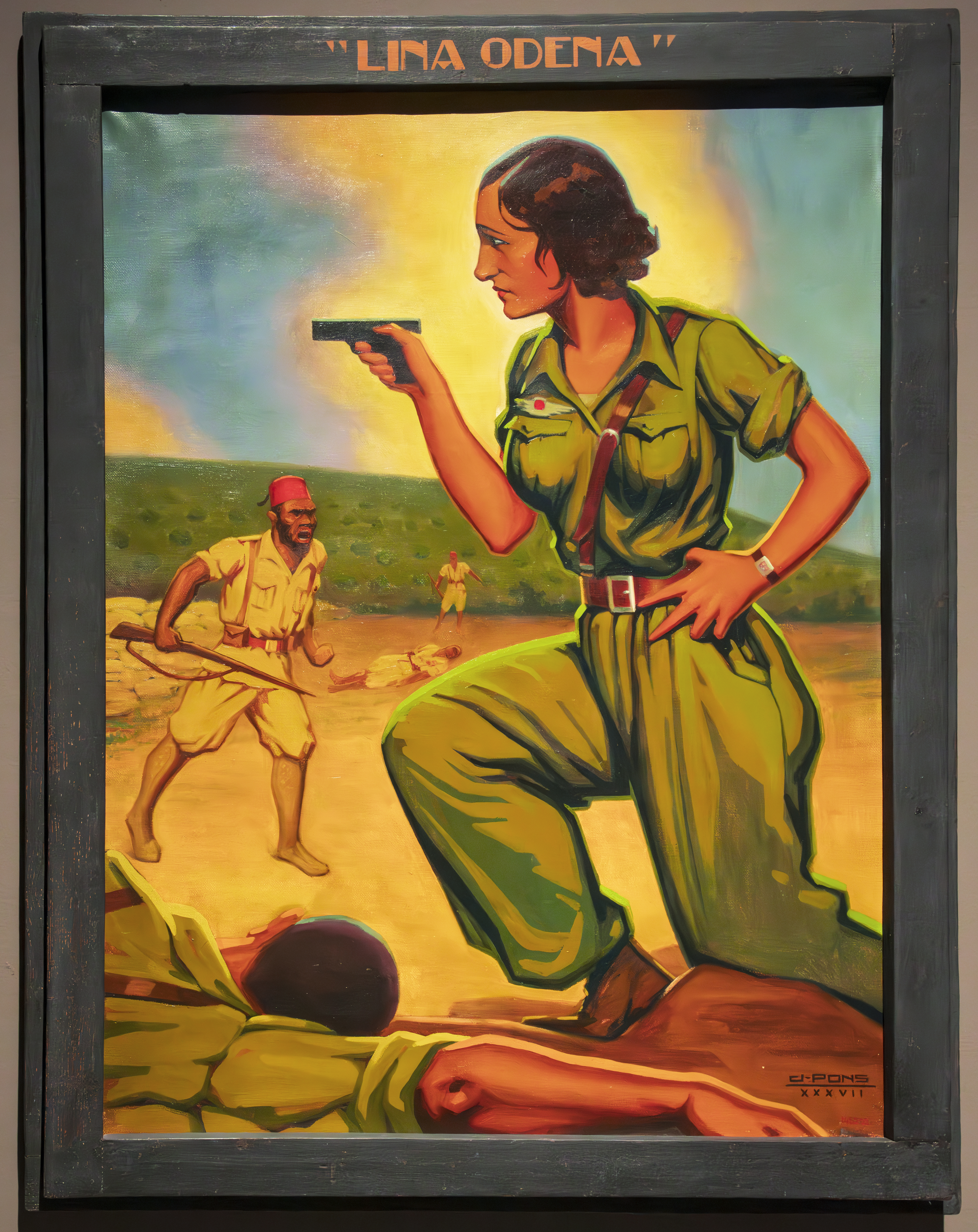
J. Pons - Museu Nacional d'Art de Catalunya.

Née le 22 de janvier 1911, à Barcelone, elle grandit dans le quartier de l'Eixample, où ses parents sont tailleurs. Elle apprend le métier de couturière.
En 1931, lorsque la Deuxième République Espagnole est proclamée, les femmes peuvent participer à la vie politique. Lina est membre des Jeunesses Communistes et part à Moscou pendant quatorze mois pour se former à l'école marxiste-léniniste de la capitale russe.
Quand elle revient dans son pays, elle participe à la création du Parti communiste de Catalogne et fait partie du Bureau national du Parti communiste d'Espagne en tant que déléguée de la Catalogne.
En 1933, elle est nommée secrétaire général des Jeunesses communistes de Catalogne et se présente en tant que candidate au Parlement de la République.
Les élections seront gagnées par la droite, mais Lina poursuit son engagement et adhère à l'Alliance ouvrière et au Secours rouge international. Elle est arrêtée pour sa participation à Sant Cugat del Vallès à une mission clandestine d'accueil des enfants orphelins des mineurs de la Révolution asturienne réprimés par le gouvernement.
En 1936, le Front populaire gagne les élections et Lina part à Madrid pour accompagner Dolores Ibárruri, la Pasionaria. Elle participe également à l'unification des jeunesses marxistes qui fondent en avril 1938 la Jeunesse socialiste unifiée de Catalogne (JSUC).
Lorsque la guerre d'Espagne éclate, en juillet 1936, Lina est à Almería. Elle participe ardemment aux combats.
Le 14 septembre 1936, près de Grenade, elle est contrôlée par les phalangistes. Pour ne pas tomber dans les mains des fascistes, elle décide de se suicider avec son arme,. Peu de temps auparavant, elle est nommée secrétaire nationale du Comité national des femmes contre la guerre et le fascisme.

## Postérité
- Elle est depuis devenue une icone du combat féministe et antifasciste[8].
- Un jardin porte son nom à Barcelone[9] dans son quartier de l'Eixample[10].